# Dmytro Zajciw
Dmytro Zajciw (în ucraineană Дмитро Варфоломійович Зайців, transl. Dmîtro Varfolomiiovîci Zaițiv; n. 17 februarie 1897, Velîkomîhailivka, Gubernia Ekaterinoslav, Imperiul Rus – d. decembrie 1976, Rio de Janeiro, Rio de Janeiro, Brazilia) a fost un entomolog ucrainean și brazilian, notoriu pentru colecția sa de gândaci și pentru numeroasele descoperiri în cadrul acestui ordin. A fost primul specialist care a descris genurile Adesmoides⁠(d) și Pseudogrammopsis⁠(d), speciile Beraba angusticollis⁠(d) și Mionochroma subaurosum⁠(d) și alți taxoni.

## Tinerețe și studii
Zajciw a studiat la Universitatea Pedagogică de Stat „Hrîhorii Skovoroda” din Harkiv⁠(d) în 1926-1929. Din 1930 a fost docent la catedra de entomologie și zoologie a Universității Agrare de Stat „Vasili Dokuceaev” din Harkiv⁠(d). În timpul celui de-al doilea război mondial a emigrat în Europa de Vest, iar apoi în Brazilia.

## Activitate științifică
A studiat gândacii din URSS, în particular din Ucraina (regiunile Zaporijjea, Harkiv, Lemko⁠(d)), cât și flora și fauna din regiunea Zaporijjea. A fost membru al Societății științifice „Taras Șevcenko”⁠(d). A descris cel puțin 13 genuri și 48 de specii noi de gândaci, aproape toate din America de Sud. Pentru unele specii, a descris larvele și pupele. A scris peste 90 de lucrări științifice. Colecția sa entomologică este găzduită în prezent de departamentul zoologic al Universității Federale din Paraná⁠(d).
Numele lui Zajciw este purtat de două specii de gândaci:
- Neochrysoprasis zajciwi⁠(d) Franz, 1969 – cu arealul în Bolivia și regiunile tropicale ale Americii de Sud[11]
- Seabraia zajciwi⁠(d) Lane, 1965 – cu arealul în Guineea Franceză și Brazilia[12]

Zajciw a descoperit și numit următorii taxoni:
Triburi
- Olexandrellaeini Zajciw, 1959 = Dodecosini⁠(d) Aurivillius, 1912

Genuri
- Adesmoides⁠(d) Zajciw, 1967[2]
- Allodemus⁠(d) Zajciw, 1962
- Catoptronotum⁠(d) Zajciw, 1959
- Cosmisomopsis⁠(d) Zajciw, 1960
- Dioridium⁠(d) Zajciw, 1961
- Hesperophanoschema⁠(d) Zajciw, 1970
- Hesperophymatus⁠(d) Zajciw, 1959
- Mimochariergus⁠(d) Zajciw, 1960
- Olexandrella⁠(d) Zajciw, 1959
- Pseudogrammopsis⁠(d) Zajciw, 1960[4]
- Pseudomallocera⁠(d) Zajciw, 1961
- Rhomboidederes⁠(d) Zajciw, 1963
- Teratoclytus⁠(d) Zajciw, 1937
- Tricheurymerus⁠(d) Zajciw, 1961
- Tumiditarsus⁠(d) Zajciw, 1961

Specii
- Allodemus centromaculatus⁠(d) Zajciw, 1968
- Anelaphus souzai⁠(d) (Zajciw, 1964)
- Beraba angusticollis⁠(d) (Zajciw, 1961)
- Beraba decora⁠(d) (Zajciw, 1961)
- Beraba spinosa⁠(d) (Zajciw, 1967)
- Catoptronotum bipenicillatum⁠(d) Zajciw, 1959
- Chlorethe scabrosa⁠(d) Zajciw, 1963
- Chrysoprasis bipartita⁠(d) Zajciw, 1963
- Chrysoprasis globulicollis⁠(d) Zajciw, 1958
- Chrysoprasis nigristernis⁠(d) Zajciw, 1960
- Chrysoprasis nitidisternis⁠(d) Zajciw, 1960
- Chrysoprasis reticulicollis⁠(d) Zajciw, 1958
- Chrysoprasis variabilis⁠(d) Zajciw, 1958
- Cosmisomopsis viridis⁠(d) Zajciw, 1960
- Dioridium hirsutum⁠(d) Zajciw, 1961
- Eburodacrys lanei⁠(d) Zajciw, 195&
- Eburodacrys seabrai⁠(d) Zajciw, 1958
- Hesperophanoschema hirsutum⁠(d) Zajciw, 1970
- Hesperophymatus limexylon⁠(d) Zajciw, 1959
- Jupoata costalimai⁠(d) (Zajciw, 1966)
- Mecometopus aurantisignatus⁠(d) Zajciw, 1964
- Mecometopus gracilis⁠(d) Zajciw, 1958
- Mecometopus granulipennis⁠(d) Zajciw, 1963
- Mecometopus nubicollis Zajciw, 1964
- Megacyllene rotundicollis⁠(d) Zajciw, 1963
- Mimochariergus carbonelli⁠(d) Zajciw, 1960
- Mionochroma subaurosum⁠(d) (Zajciw, 1966)
- Myzomorphus sparsimflambellatus Zajciw, 1963
- Neoclytus armaticollis⁠(d) Zajciw, 1964
- Neoclytus distinctus⁠(d) Zajciw, 1963
- Olexandrella serotina⁠(d) Zajciw, 1959
- Potiaxixa gounellei⁠(d) (Zajciw, 1966)
- Potiaxixa longipennis⁠(d) (Zajciw, 1966)
- Rhomboidederes ocellicollis⁠(d) Zajciw, 1963
- Rhomboidederes unicolor⁠(d) Zajciw, 1967
- Stizocera bisignata⁠(d) Zajciw, 1958
- Stizocera diversispinis⁠(d) Zajciw, 1962
- Stizocera longicollis⁠(d) Zajciw, 1963
- Stizocera nigroflava⁠(d) Zajciw, 1965
- Stizocera pantonyssoides⁠(d) Zajciw, 1968
- Stizocera sublaevigata⁠(d) Zajciw, 1962
- Strongylaspis sericeus Zajciw, 1970
- Teratoclytus plavilstshikovi⁠(d) Zajciw, 1937
- Tumiditarsus cicatricornis⁠(d) Zajciw, 1961
- Volxemia seabrai⁠(d) Zajciw, 1968
- Xystochroma minutum⁠(d) (Zajciw, 1965)
- Xystochroma zikani⁠(d) (Zajciw, 1965)